# Чудовиште (ТВ серија)
Чудовиште (енгл. Monster) америчка је антологијска телевизијска серија коју су створили Рајан Марфи и Ијан Бренан за Netflix. Серија прати животе „чудовишних људи”, при чему се свака сезона усредсређује на различитог убицу или више њих.
Прва сезона, Прича о Џефрију Дамеру, прати серијског убицу Џефрија Дамера (Еван Петерс), а приказана је 21. септембра 2022. Првобитно је замишљена као ограничена серија, али су у новембру 2022. наручене друга и трећа сезона. Друга сезона, Прича о Лајлу и Ерику Менендезу, прати случај браће Менендез (Николас Чавез као Лајл Менендез и Купер Кох као Ерик Менендез), а приказана је 19. септембра 2024. У септембру 2024. најављено је да ће трећа сезона пратити убицу Еда Гина (Чарли Ханам).

## Улоге

### Прича о Џефрију Дамеру
- Еван Питерс као Џефри Дамер
- Ричард Џенкинс као Лајонел Дамер
- Моли Рингволд као Шари Дамер
- Ниси Неш као Гленда Кливланд
- Мајкл Лирнед као Кетрин Дамер

### Прича о Лајлу и Ерику Менендезу
- Хавијер Бардем као Хосе Менендез
- Клои Севињи као Кити Менендез
- Купер Кох као Лајл Менендез
- Николас Чавез као Ерик Менендез
- Нејтан Лејн као Доминик Дан
- Ари Грејнор као Лесли Абрамсон

## Епизоде
| Сезона | Сезона | Наслов                          | Епизоде | Епизоде | Оригинална објава   | Оригинална објава   |
| ------ | ------ | ------------------------------- | ------- | ------- | ------------------- | ------------------- |
|        | 1.     | Прича о Џефрију Дамеру          | 10      | 10      | 21. септембар 2022. | 21. септембар 2022. |
|        | 2.     | Прича о Лајлу и Ерику Менендезу | 9       | 9       | 19. септембар 2024. | 19. септембар 2024. |

### 1. сезона:Прича о Џефрију Дамеру(2022)
| Бр. еп. (укупно) | Бр. еп. (у сезони) | Наслов                  | Редитељ       | Сценариста                                            | Премијера           |
| ---------------- | ------------------ | ----------------------- | ------------- | ----------------------------------------------------- | ------------------- |
| 1                | 1                  | Покварено месо          | Карл Френклин | Рајан Марфи и Ијан Бренан                             | 21. септембар 2022. |
| 2                | 2                  | Молим те, не иди        | Клемент Вирго | Рајан Марфи и Ијан Бренан                             | 21. септембар 2022. |
| 3                | 3                  | Типични Дамер           | Клемент Вирго | Рајан Марфи и Ијан Бренан                             | 21. септембар 2022. |
| 4                | 4                  | Кутија за доброг дечка  | Џенифер Линч  | Рајан Марфи и Ијан Бренан                             | 21. септембар 2022. |
| 5                | 5                  | Закрвављене руке        | Џенифер Линч  | Ијан Бренан                                           | 21. септембар 2022. |
| 6                | 6                  | Утихнут                 | Парис Баркли  | Дејвид Макмилан и Џенет Мок                           | 21. септембар 2022. |
| 7                | 7                  | Касандра                | Џенифер Линч  | Ијан Бренан, Џенет Мок и Дејвид Макмилан              | 21. септембар 2022. |
| 8                | 8                  | Лајонел                 | Грег Араки    | Ијан Бренан и Дејвид Макмилан                         | 21. септембар 2022. |
| 9                | 9                  | Бабарога                | Џенифер Линч  | Ијан Бренан, Дејвид Макмилан и Рајли Смит             | 21. септембар 2022. |
| 10               | 10                 | Бог опроста, бог освете | Парис Баркли  | Ијан Бренан, Дејвид Макмилан, Рајли Смит и Тод Кубрак | 21. септембар 2022. |

### 2. сезона:Прича о Лајлу и Ерику Менендезу(2024)
| Бр. еп. (укупно) | Бр. еп. (у сезони) | Наслов                 | Редитељ       | Сценариста                                            | Премијера           |
| ---------------- | ------------------ | ---------------------- | ------------- | ----------------------------------------------------- | ------------------- |
| 11               | 1                  | Окриви кишу            | Карл Френклин | Рајан Марфи & Ијан Бренан                             | 19. септембар 2024. |
| 12               | 2                  | Разбацивање новцем     | Карл Френклин | Ијан Бренан и Дејвид Макмилан                         | 19. септембар 2024. |
| 13               | 3                  | Брате, имаш ли ситног? | Парис Баркли  | Ијан Бренан и Дејвид Макмилан                         | 19. септембар 2024. |
| 14               | 4                  | Убити или бити убијен  | Парис Баркли  | Ијан Бренан и Дејвид Макмилан                         | 19. септембар 2024. |
| 15               | 5                  | Повређени мушкарац     | Мајкл Апендал | Ијан Бренан                                           | 19. септембар 2024. |
| 16               | 6                  | Не сањај, готово је    | Макс Винклер  | Рајан Марфи и Ијан Бренан                             | 19. септембар 2024. |
| 17               | 7                  | Време је за акцију     | Мајкл Апендал | Дејвид Макмилан, Рајли Смит и Тод Кубрак              | 19. септембар 2024. |
| 18               | 8                  | Сеизмичка померања     | Ијан Бренан   | Ијан Бренан                                           | 19. септембар 2024. |
| 19               | 9                  | Вешала                 | Мајкл Апендал | Дејвид Макмилан, Рајли Смит, Тод Кубрак и Ијан Бренан | 19. септембар 2024. |